# Mydrodoxa sogai
Mydrodoxa sogai là một loài bướm đêm trong họ Noctuidae.